# 制度的革命党

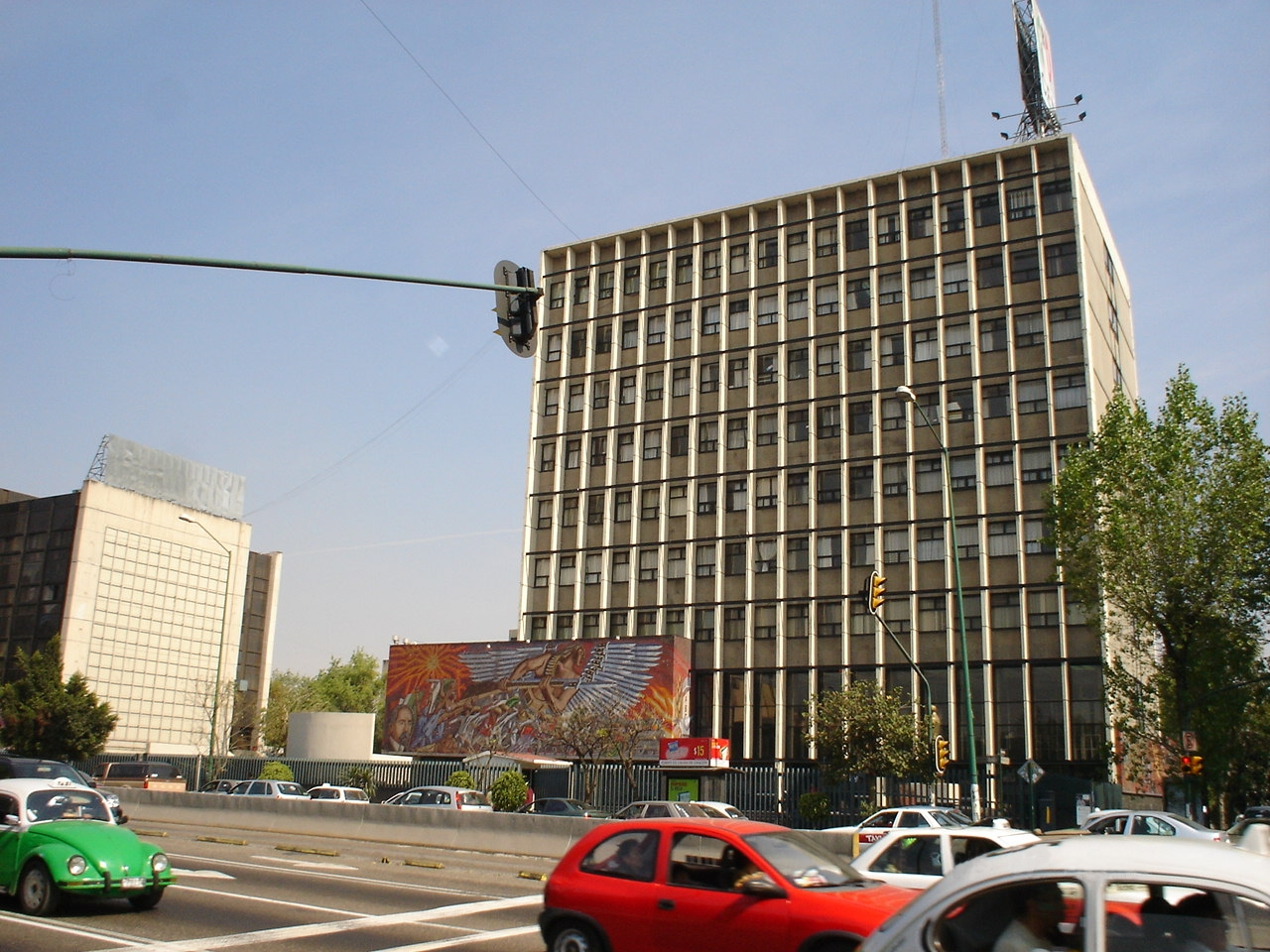
メキシコシティの本部

制度的革命党（せいどてきかくめいとう、スペイン語: Partido Revolucionario Institucional、略称：PRI）は、メキシコの政党。メキシコにおける最大政党として2000年の大統領選で政権を失うまで1929年の結党から71年に渡って与党の座についていた。2000年大統領選挙後、党勢が低迷していた時期もあったが、2012年の大統領選挙で与党に返り咲きを果たし2018年大統領選挙で敗北するまでその地位を占めた。

## 概要
制度的革命党は、メキシコ革命の成果を制度化し、地方軍閥・州政府・労働組合・農民運動など、様々な革命勢力を一つの政党に統合する目的で、1929年に国民革命党 (PNR) として結成された。つまり、結成された時点ですでに与党であった。1938年にはラサロ・カルデナス政権の下メキシコ革命党 (PRM) に改組され、さらに1946年、制度的革命党に改名されて現在に至る。

## 組織
党の傘下には、メキシコ労働者総連合 (CTM) ・全国農民連合 (CNC) ・公務員組合連合 (FETSE) などが属し、長年に渡り単に与党というだけでなく、メキシコの体制そのものとして君臨していた。
政治的には、ラテンアメリカで人民主義（ポプリスモ）と呼ばれる政治形態の先駆けであり、すなわち、ありとあらゆる社会階層を支持層に取り込み、イデオロギー的には、日本で言えば共産党から自民党の保守派までのすべてを党内に含んでいた（包括政党）。
その結果、労働者に対しては社会主義を、資本家に対しては資本主義を説き、ルイス・エチェベリア時代のように産業の国有化を推し進めてキューバやチリの社会主義政権と結びつきを強める反米的な政策を採ることもあれば、カルロス・サリナス時代のように経済の自由化を推し進めて、アメリカ合衆国や日本と結びつきを強めてサパティスタ民族解放軍と敵対する親米的な政策も採るなど、ある意味ではその政策は矛盾をはらんだものであった。

## 体制変化

### PANとPRDの拡大

各州の知事の所属政党を示した地図。濃い緑が制度的革命党

1980年代半ば以降、政策の矛盾、党内の腐敗の深刻化、制度的革命党は左右両翼の反対勢力から挑戦を受け、その支配体制は徐々に揺らぎ始める。北部一帯では、右派野党の国民行動党 (PAN) の勢力が拡大し、一方で従来四分五裂していた左翼政党（一部は制度的革命党の支配体制に組み込まれていた）も、大同団結によって民主革命党（PRD）となり、支持率を拡大していった。
1987年、前ミチョアカン州知事であったクアウテモク・カルデナスがカルロス・サリナス・デ・ゴルタリとの大統領候補指名争いに敗れて離党したことで、制度的革命党の支配体制の揺らぎは決定的なものとなる。カルデナスは、メキシコ史上もっとも尊敬される大統領の1人ラサロ・カルデナスの息子であり、党内左派の中心人物であった。
カルデナスは、自らと行動を共にして離党した党内左派グループと左翼政党を糾合して1988年の大統領選挙に臨み、制度的革命党のサリナス候補の得票を上回ったのではないかと言われたが、大規模な選挙不正によってサリナス候補が当選、制度的革命党の支配体制はかろうじて維持された。

### サリナス大統領のスキャンダル
しかし、これまで政治的にも金銭的にも、基本的には反共の制度的革命党を支援してきたアメリカが、冷戦終結により、これ以上制度的革命党を支援する必然性が無くなった上に、サリナス大統領が兄弟を通じて麻薬カルテルに関わっていることが噂となるなど、大統領選出以降は汚職と腐敗撲滅を推し進めたことから、一度はメキシコ国民から支持されてきたサリナス大統領と制度的革命党の評価は地に落ちた。
その後、1994年の選挙でもサパティスタの武装蜂起とルイス・ドナルド・コロシオ制度的革命党大統領選候補の暗殺が発生し、サリナス大統領が関与したと噂された。さらにサリナス大統領をめぐる麻薬カルテルとの様々なスキャンダル（サリナス大統領は辞任翌年の1995年1月には、実兄のラウル・サリナスが麻薬取引に関与して逮捕されたことを受け、同年3月にはアメリカに亡命した）にもかかわらず、1990年代においてかろうじて制度的革命党の政権は維持された。

### 野党転落
しかし、2000年の大統領選挙で右派のPAN出身のビセンテ・フォックスが当選し、同時に行われた国会議員選挙でも、上過半数を失い、下院では第1党の座もPANに明け渡し、71年間与党であった制度的革命党は野党に転落した。
2006年の大統領選挙では選挙連合「中道連合」（緑の党<PVEM>が参加）を結成、前党首のロデルト・マドラッソを擁立したが、PANのフェリペ・カルデロンと左派連合（PRDを主体とする選挙連合）のアンドレス・マヌエル・ロペス・オブラドール候補の狭間で伸び悩み、3位に留まった。同時に行われた下院選挙でもPANとPRDに次ぐ第3党に転落した。

### 返り咲き
2009年7月の下院選挙では、カルデロン政権発足後における治安や経済の悪化によるPANへの批判票を集めて237議席（得票率39.55％）を獲得、第1党に返り咲いた。2012年7月の大統領選挙ではエンリケ・ペーニャ・ニエト候補を擁立、PRDのロペス･オブラドール候補に大差をつけて当選を確実にした。これにより12年ぶりの政権与党返り咲きを果たした。

### 再び野党に
しかし2018年7月の総選挙では、新興左派政党の国民再生運動（国家再生運動、MORENA）のロペス・オブラドールが当選し、国民再生運動および連携する労働党（PT）・社会結集党（PES）の3党の合計得票率が上下両院とも40％を上回り最大勢力となった一方、制度的革命党は得票率が両院とも20％を下回り地方首長選挙でも左派候補が躍進するなど低迷し6年ぶりに野党へと転落した。